# Mariana Chiesa Mateos
Mariana Chiesa Mateos (* 1967 in La Plata) ist eine argentinische Malerin und Illustratorin von Bilderbüchern.

## Leben und Werk
Mateos studierte an der Fakultät der Schönen Künste an der Universidad Nacional de La Plata, zog 1997 nach Barcelona und lebt seit 2008 in der Nähe von Bologna.
2004 illustrierte Mateos eine Neuauflage des  zwölf Jahre zuvor in Mexiko in spanischer Sprache erschienenen Buchs No hay tiempo para jugar - relatos de niños trabajadores (Keine Zeit zu spielen - Arbeiterkinder sprechen über ihr Leben) der Mexikanerin Sandra Arenal Huerto. Huerto kämpfte bis zu ihrem Tode im Jahr 2000 für die Rechte arbeitender Kinder. Ein Ergebnis ihrer Arbeit ist das Buch No hay tiempo para jugar, in dem sie verschiedene Texte basierend auf ihren Interviews mit Kinderarbeitern im Alter von 6 bis 16 aus Monterrey in Mexiko versammelt. Die Kinder sprechen über ihre Arbeit, ihr Leben und ihre Träume. Mateos´Bilder zu diesem Buch wurden 2003 auf der Internationalen Kinderbuchmesse Bologna ausgestellt. 2007 erschien das Buch unter dem Titel Non c'è tempo per giocare auch in italienischer Übersetzung.
Migrando, ein weiteres von Mateos illustriertes Buch, erschien 2010 in Italien. Es ist in Zusammenarbeit mit Amnesty International entwickelt worden und ist ebenso in Frankreich und Portugal erhältlich. Migrando ist ein Bilderbuch  ohne Text, dass von Flüchtlingen in Europa erzählt.
Der Fachwelt ist Mateos vor allem durch No hay tiempo para jugar und Migrando ein Begriff. In beiden Büchern greift sie soziale Themen auf und verarbeitet diese in ihrem spezifischen Stil.
Seit 2006 zeigt die Galerie Mercado in Barcelona dauerhaft eine Auswahl der Zeichnungen von Mateos.
2012 war sie Jurymitglied der Auszeichnung Das außergewöhnliche Buch des Kinder- und Jugendprogramms des Internationalen Literaturfestivals Berlin.

## Bibliografie
Bislang ist keins der von Mariana Chiesa Mateos illustrierten Bücher in deutscher Übersetzung erschienen.
- 2002: Mis primeras 80.000 palabras, Illustration (u. a.): Mariana Chiesa Mateos, herausgegeben von Vicente Ferrer, Verlag: Media Vaca, Valencia, 224 Seiten, ISBN 84-932004-3-3 (Sammelband mit Bildern von 294 Illustratoren aus über 20 Ländern, darunter Chiesa, die auch das Coverbild gestaltete)
- 2004: No hay tiempo para jugar - Relatos de niños trabajadores, Text: Sandra Arenal Huerto, Illustration: Mariana Chiesa Mateos, Verlag: Media Vaca, Valencia, ISBN 978-84-932004-6-6 (mexikanische Erstausgabe ohne die Illustrationen von Chiesa Mateos: 1992; 2005 Publikation in Italien durch den Verlag Zoolibri unter dem Titel Non c'è tempo per giocare)
- 2005: Tipos ilustrados, Katalog zur gleichnamigen Ausstellung in der Cromotex-Galerie in Madrid (Ende 2004 bis Anfang 2005), Verlag: Cromotex, Madrid, 260 Seiten
- 2010: Migrando, Text und Illustration: Mariana Chiesa Mateos, Verlag: Orecchio Acerbo, Rom, ISBN 978-88-89025-88-8

## Auszeichnungen
- 2003: Ausstellung der Illustrationen von No hay tiempo para jugar - Relatos de niños trabajadores auf der Internationalen Kinderbuchmesse Bologna
- 2005: Aufnahme von No hay tiempo para jugar - Relatos de niños trabajadores in den White Ravens-Katalog der Internationalen Jugendbibliothek München
- 2005: Special Mention für No hay tiempo para jugar - Relatos de niños trabajadores im White Ravens-Katalog der Internationalen Jugendbibliothek München
- 2012: Einladung ins Kinder- und Jugendprogramm des 12. internationalen literaturfestival berlin